# Đằng Đạm Chiếu
Đằng Đạm Chiếu (giản thể: 邆赕诏; phồn thể: 邆賧詔; bính âm: Téngdǎn Zhào, ?～794) là một bộ lạc tại Vân Nam, hình thành vào thời kỳ đầu nhà Đường và là một trong Lục Chiếu. Lãnh địa của Đằng Đạm Chiếu nay nằm tại huyện Nhĩ Nguyên, thuộc phía tây của Lục Chiếu. Nhà Đường cho lập Đằng Bị Châu và các Đằng Đạm Chiếu Vương kế vị nhau làm thứ sử Đằng Bị Châu. Đằng Đạm Chiếu Vương Phong Mị bị ngự sử nhà Đường là Lý Tri Cổ sát hại. Về sau, Mị La Bì, Bì La Đằng, Đằng La Điên, Điên Chi Thác lần lượt kế vị làm vương. Điên Chi Thác (Tân Đường thư chép là Điên Văn Thác) kế vị sau khi phụ vương Đằng La Điên qua đời, thời gian tại vị không rõ. Nam Chiếu về sau công chiếm Đằng Đạm Chiếu, Điên Chi Thác bị bắt giữ, giải về Vĩnh Xương (nay thuộc Bảo Sơn), Đằng Đạm Chiếu diệt vong.